# 盧日基 (亞沃里夫區)
50°4′27″N 23°18′19″E / 50.07417°N 23.30528°E
盧日基（烏克蘭語：Лужки），是烏克蘭的村落，位於該國西部利沃夫州，由亞沃里夫區負責管轄，面積0.07平方公里，海拔高度250米，2001年人口78，人口密度每平方公里1,114.29人。